# فرودگاه منطقه‌ای مرسر
فرودگاه منطقه‌ای مرسر (به انگلیسی: Mercer County Regional Airport) یک فرودگاه همگانی با کد یاتا HZE است که یک باند فرود آسفالت دارد و طول باند آن ۱۵۲۴ متر است. این فرودگاه در کشور ایالات متحده آمریکا قرار دارد و در ارتفاع ۵۵۲٫۶ متری از سطح دریا واقع شده‌است.